# The Living End
Pour plus de détails, voir Fiche technique et Distribution.
The Living End est un film américain réalisé par Gregg Araki, sorti en 1992.

## Synopsis
Luke, homosexuel, se prostitue pour survivre. Jon est journaliste critique de films. Tous les deux sont atteints du sida et vont vivre un voyage dangereux et hédoniste, avec pour mot d'ordre "Fuck the World".

## Fiche technique
- Titre : The Living End
- Réalisation et scénario : Gregg Araki
- Production : Jon Gerrans, Evelyn Hu, Marcus Hu, Jon Jost, Henry S. Rosenthal, Andrea Sperling, Jim Stark et Mike Thomas
- Musique : Cole Coonce
- Photographie : Gregg Araki
- Montage : Gregg Araki
- Pays de production : États-Unis
- Format : Couleurs - Mono
- Genre : Comedie dramatique
- Durée : 92 minutes
- Date de sortie : 1992

## Distribution
- Mike Dytri : Luke
- Craig Gilmore : Jon
- Mark Finch : Docteur
- Mary Woronov : Daisy
- Johanna Went : Fern
- Darcy Marta : Darcy
- Scot Goetz : Peter
- Bretton Vail : Ken
- Nicole Dillenberg : Barbie